# Timiskaming (Indijanci)
Timiskaming (Temiscaming) /=od nipissing naziva  'timikaming'  "very deep waters",/ jedna od skupina Indijanaca iz grupe pravih Algonquina koji su obitavali nekada uz jezero Timiskaming, a danas na rezervatu Timiskaming, sjeverno od kanadskog grada Notre-Dame-du-Nord. U prošlosti su bili prijatelji i saveznici Francuza, te im pomagali prilikom engleskih napada koje je 1691. vodio Peter Schuyler. Timiskamingi su danas jedna od 9 algonkinskih skupina koja živi u Quebecu. Njihova populacija iznosi 205 (1903.); 245 (1910.), a danas im broj iznosi preko 500 na rezervatu, i preko 900 van rezervata. 